# Санно-бобслейная трасса в Сигулде

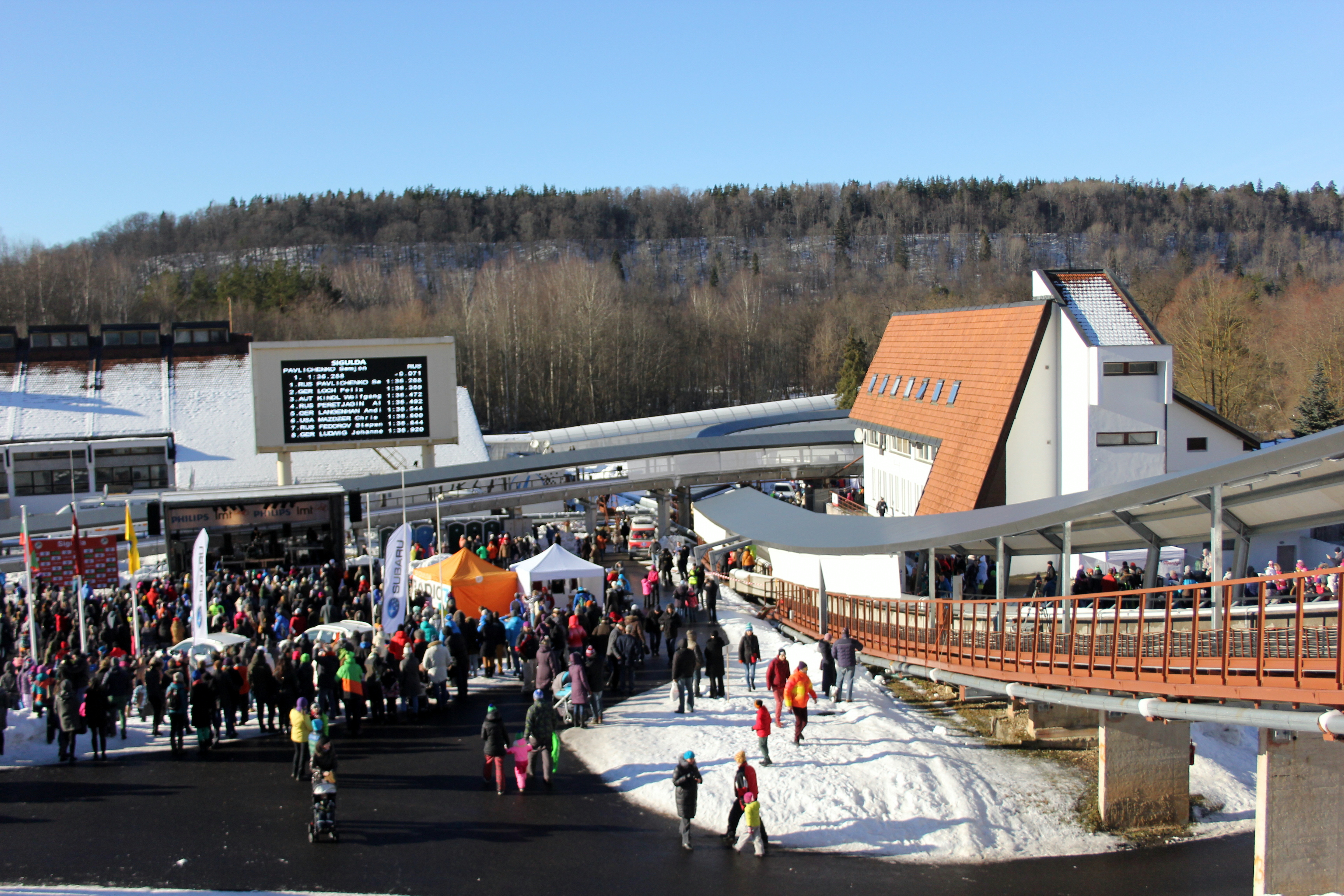
Сигулдская санная трасса

Сигулдская санно-бобслейная трасса (Сигулда (Латвия), ул. Швейцес, 13) — трасса с искусственным ледовым покрытием, предназначенная как для бобслея, так и для санного спорта (для создания сложных виражей, необходимых саночникам, трасса изначально не предназначена для бобслейных экипажей-четвёрок, требующих более широких виражей). Построена в 1986 году. После закрытия трассы в Мелеузе (Башкирия) и до введения в строй трасс в Парамоново (Московская область) и Сочи — Сигулдская трасса была единственной трассой в Восточной и Северной Европе.
Общая длина трассы (с тормозным путём) 1420 м, состоит из 16 виражей. Длина трассы для мужского старта 1200 м, женского 1000 м. Перепад высот на трассе от мужского старта до финиша составляет 121 м. Высота эстакады мужского старта 19 м. Максимальный уклон трассы — 15 %. Максимальная скорость на трассе — 125 км/ч (между 14 и 15 виражами).
В 2003 и 2015 годах на трассе проводились чемпионаты мира по санному спорту.
В 2010 году проведена реконструкция трассы, после которой трасса может использоваться и для бобслейных экипажей-четвёрок.
Сигулдская санно-бобслейная трасса является государственным обществом с ограниченной ответственностью (VSIA Bobsleja un kamaniņu trase «Sigulda»).
Директор трассы — Дайнис Дукурс, отец и тренер братьев-скелетонистов Мартиньша и Томаса Дукурсов.

## История проектирования и строительства
Историю создания трассы можно подразделить на несколько этапов:
- 1979—1982 гг.: принятие решения о проектировании трассы, и проведение организационно-подготовительных работ перед началом проектирования;
- 1982—1985 гг.: проектирование и расчёты санно-бобслейной трассы;
- 1984—1987 гг.: строительство трассы до окончательной сдачи объекта в эксплуатацию. Первая очередь трассы была сдана в 1986 г.

### Принятие решения
В 1979 г. в Москве прошло совещание руководства по санному спорту, всех тренеров и специалистов по санно-бобслейным трассам и спортинвентарю, которое подвело итоги предшествующих двух лет и подняло наболевшие вопросы в этом виде спорта. Успехи советских представителей санного спорта на международных соревнованиях в то время (чемпионами мира стали Вера Зозуля, Дайнис Бремзе и Айгарс Крикис) подтолкнули к мысли, что настала пора создавать в СССР собственную трассу с искусственным льдом, первую в истории советского спорта.
Рассматривались различные варианты, и выбор места строительства в западной части тогдашнего Советского Союза, а именно на территории Латвийской ССР, был предопределён благодаря нескольким факторам. Во-первых, климатические условия в Латвии близки к западноевропейским, что облегчало акклиматизацию советских спортсменов при проведении соревнований в Западной Европе. Кроме того, это расширяло время подготовки спортсменов к соревнованиям, поскольку появлялось больше времени на тренировочные сборы.
Во-вторых, важную роль играли опыт и традиции санно-бобслейного спорта в Латвии. Так, в латвийском городе Цесисе постоянно проводились соревнования на трассе, ежегодно формируемой из снега, политого водой, и в 1979 г. праздновался 10-летний юбилей данной трассы. Кроме того, при спортивной школе в Мурьяни недалеко от Сигулды под руководством тренера по санному спорту Роланда Упатниекса, впоследствии тренера сборной СССР по бобслею, была построена уникальная санная трасса из дерева, позволяющая круглогодично проводить учебный процесс по подготовке мастеров спортсменов. Мастера санного спорта считали, что их достижения также непосредственно связаны с талантливейшим тренером и прекрасным специалистом по конструкции спортивных саней Валдисом Тиликсом, который впоследствии стал соавтором санно-бобслейной трассы в Сигулде, определившим её основные параметры на местности. Уже имеющийся опыт склонил руководство Спорткомитета СССР к строительству трассы в Латвии.
Осенью 1979 г. было принято предварительное решение о проектировании и строительстве санно-бобслейной трассы в Латвийской ССР. Для выполнения задачи предназначался проектный институт «ЛАТГИПРОПРОМ» в Риге, поскольку здесь были сильные местные инженерные кадры, а также имелся опыт проектирования спортсооружений.

### Выбор площадки
На начальном этапе проектному институту предлагалось провести предварительные изыскательские работы, а именно выбрать возможное место строительства с учётом:
1. склона горы, который по своим характеристикам соответствовал бы требованиям строительства трассы;
2. расположения в радиусе не более 100 км от столицы республики, Риги;
3. место трассы должно располагаться максимально близко от города, в котором уже имелись бы гостиницы, спортплощадки, предприятия общепита и др. необходимая инфраструктура по обслуживанию спортсменов и инженерные коммуникации для полноценного функционирования трассы.

Для этого были рассмотрены четыре возможных места строительства санно-бобслейной трассы — в Тукумсе, Сигулде, Эргли и Даугавпилсе. К сожалению, ни одно место не удовлетворяло полностью требованиям соответствия склона горы. В некоторых случаях склоны были слишком пологими, и в каждом из четырёх случаев было необходимо искусственное наращивание высоты склона горы до необходимого значения. В этом отношении предпочтение было отдано городу Сигулде, где надстройка была минимальной и сам склон горы по своим параметрам был почти идеальным.
Кроме того, в пользу Сигулды были те обстоятельства, что этот город располагался ближе других к Риге и уже являлся центром зимних видов спорта в Латвии, а также известным центром туризма, богатым красивыми окрестными пейзажами и достопримечательностями.
В районе Сигулды было рассмотрено и проанализировано несколько участков возможного строительства санно-бобслейной трассы. Для этих целей подходили только склоны-овраги. Привлекательным для местоположения трассы считалось место вблизи развалин одного из трёх средневековых замков округи — Сигулдского орденского замка, где было предложено два варианта трассировки. Но в первом случае место находилось на территории Национального парка «Гауя», требовалось тщательное обследование места будущей трассы, и в его ходе выяснилось, что здесь произрастает много уникальных растений, взятых под охрану государства. Второй вариант был отклонён из-за того, что трасса близко подходила к дороге и мосту, соединяющему берега Гауи. Это создавало бы помехи в движении транспорта, служа отвлекающим фактором для водителей и тем самым способствовало бы возникновению аварийных ситуаций. Также мог бы возникать фактор затора на дороге во время перемещения зрителей к месту соревнований.
Тогда были изучены другие склоны древней долины Гауи и найден наиболее подходящий по всем параметрам. Пожалуй, уникальным сочетанием в практике строительства санно-бобслейных трасс стало то, что склон горы, выбранный для строительства трассы, располагался в центре города. Специалисты тоже поддержали этот выбор. Поскольку эта трасса также располагалась на заповедной территории Национального парка  «Гауя», на месте было проведено тщательное обследование флоры — деревьев, кустарников, цветов и т. п. и только после того, как выяснилось отсутствие редких видов растений на данном участке, проект был утверждён для проектирования и согласован. Практически на этом был закончен предварительный этап по выбору места строительства трассы.

### Проектирование
Специалистам из проектного института «Латгипропром» необходимо было принять решение: брать на себя ответственность по проектированию санно-бобслейной трассы или отказаться от столь сложной задачи, которая не вполне отвечала их профилю. В практике института приходилось решать сложные инженерно-технические задачи, но опыта расчётов санно-бобслейных трасс не имелось. После того, как было решено, что для расчёта траектории движения на санно-бобслейной трассе имеет смысл пригласить специалистов из Научно-технического центра спортивных сооружений в Лейпциге (ГДР), проектный институт ЛАТГИПРОПРОМ взял на себя остальные задачи.
Кроме того, уже во время проектирования санно-бобслейной трассы в Сигулде состоялась поездка в тогдашнюю Югославию для ознакомления с проектированием и строительством санно-бобслейной трассы в предолимпийском Сараево. В сравнении методов строительства трасс в Оберхофе и Сараево предпочтение было отдано югославскому методу. Последний заключался в том, что на специальном полигоне согласно проекту изготавливались сборные опорные элементы, которые устанавливались на адресные фундаментные опоры. Тогда же для строительства лотка трассы в Сигулде были приглашены строители из Югославии, имевшие опыт возведения подобных сооружений.
Надо отметить, что выбранный склон горы и трассировка трассы в Сигулде поставили перед проектировщиками много сложных задач. Рядом с верхней площадкой будущей трассы проходила городская улица с движением транспорта, за которой располагалась железная дорога. При прохождении поездов создавалась вибрация местности. Имелись и сложные природные факторы — склон горы был подвержен оползням и там же выходили на поверхность грунтовые воды. Склон был очень тщательно обследован с учётом отвода грунтовых и дождевых вод, чтобы исключить возможность их влияния на устойчивость склона и его размывание. Всё это требовало нестандартных решений, чтобы эксплуатация трассы в естественных условиях была безопасна. И в том, что эти вопросы были решены, большая заслуга ведущих специалистов проектного института «Латгипропром».
Первой задачей было укрепление верхней площадки, где размещался мужской старт, поднятый на высоту 21 м, и первого виража, установленного на эстакаде, который выступал за грань крутого склона. Трасса предусматривалась вдоль улицы на самом опасном оползневом склоне и только инженерными решениями опасность образования оползней была исключена. Необходимо подчеркнуть, что прокладка притрассовой дороги создавала дополнительные трудности в решении многих проблем, в некоторых местах не имелось свободного пространства.
Получив расчётный продольный профиль трассы, привязанный к конкретной сложной местности, нужно было проложить притрассовую дорогу с зоной для трассы, по которой можно было бы проводить строительные работы. Со сложной технической задачей, связанной с характером склона, с учётом инженерных решений специалистов проектного института «Латгипропром» справились специалисты «Латгипродортранс». На данном участке даже рассматривался вопрос о строительстве лотка трассы и притрассовой дороги на эстакаде. Фундаменты-основания на верхней самой сложной части склона горы строили местные специалисты из треста «Мостострой-5». В местах оползневого склона основаниями под опорами служат буронабивные сваи.
Месторасположение трассировки санно-бобслейной трассы по склону горы было определено тренером сборной СССР по санному спорту Валдисом Тиликсом. При проведении топогеодезических работ его метки были нанесены на топографический план и были взяты за основу при расчётах продольного и поперечного показателей трассы немецкими специалистами из Научно-технического центра спортивных сооружений в Лейпциге. Руководителем группы конструкторов по санно-бобслейным трассам был Удо Гюргель. Санно-бобслейная трасса в Оберхофе (1970-й год постройки) была его первой работой, впоследствии он принимал участие в разработке ещё восьми трасс, шесть из которых были олимпийскими: в канадском Калгари (1986), норвежском Лиллехаммере (1992), американском Солт-Лейк-Сити (1994), японском Нагано (1996), итальянском Турине (2004) и канадском Ванкувере (2007). Но всем этим олимпийским трассам предшествовала Сигулдская санно-бобслейная трасса, отточившая методику расчётов подобных сооружений. Дальнейший опыт эксплуатации трассы в Сигулде подтвердил правильность этих расчётов.

### Строительство
После того, как были проведены самые трудные, причём очень качественно выполненные работы, как проектные, так и строительные от 1-го до 10-го виража, связанные с техническими проблемами склона горы, возведение собственно лотка трассы с её виражами было уже не самым трудным делом, но требующим кропотливой работы и качественного исполнения от имеющих навык подобных работ исполнителей, какими и оказались специалисты из югославской фирмы «Graming». Надо особо отметить, что объекты подобного рода всегда требуют очень добросовестной работы, иначе ошибки в строительстве могут нанести вред качеству железобетонных конструкций, холодоснабжению трассы и другим её аспектам, и в конечном итоге сделать трассу некачественной для проведения соревнований даже при самых безошибочных расчётах.
Все здания и сооружения по обслуживанию санно-бобслейной трассы были возведены специалистами и рабочими Строительного управления города Сигулда. Технологическую часть холодоснабжения трассы разработали инженеры проектного института «Латгипропром». Освещение территории рассчитывал московский институт «Тяжпромэлектропроект». Проект притрассовой дороги разработал и осуществил «Латгипродортранс» с участием специалистов из «Латгипропрома» и «Мостострой-5». Архитектурной частью комплекса и его генеральным планом занимались ведущие специалисты проектного института «Латгипропром» под руководством главного архитектора Виктора Римши. Кроме архитектоники зданий, архитекторы также предусмотрели внешнюю отделку виражей трассы из металлических гофрированных листов, а также общее цветовое решение сооружений.
По замыслу В. Тиликса, после расчёта траектории и виражей трасса должна была стать безопасной, но достаточно сложной для спортсменов, чтобы таким образом явно выделить лидеров и аутсайдеров соревнований. Им была предложена такая последовательность виражей, где опытный спортсмен с хорошей интуицией и реакцией может пройти виражи с лучшим временем. В то время как слабо подготовленный спортсмен на своём спортивном снаряде будет неизбежно подниматься в верхнюю часть виражей, теряя время, из-за того, что между этими виражами нет прямых участков.
Интересной особенностью трассы также является то, что после набора максимальной скорости между 14-м и 15-м виражами на выходе из последнего устроен прямой участок с т. н. обратным уклоном, а затем спуск и вход в 16-й вираж. На этом прямом участке спортсмен как бы впадает в невесомость и от него требуется высокий уровень мастерства, чтобы без потери скорости пройти последний вираж, при этом исключена возможность аварий и в то же время происходит чёткое разделение между спортсменами высокого уровня и начинающими.

## Особенности трассы: история и исполнение
Сигулдская санно-бобслейная трасса примечательна тем, что в верхней её зоне расположены жилые дома, а в нижней части участка в непосредственной близости протекает река Гауя, впадающая в Рижский залив. Склон горы, где ныне расположена трасса, фактически является древним берегом реки. Эти места за своё разнообразие рельефа, ландшафтных видов и природных красот издавна называли Лифляндской, а ныне — Видземской Швейцарией. С высотного здания трассы (где расположен стартовый комплекс) на горе Пиртниека видны необъятные просторы быстрой реки Гауи, блестящей лентой змеящейся среди лесных склонов. Название горы восходит к 17 веку, когда здесь проживали безземельные бобыли, которые за неимением жилья ютились в бане («пиртс» по-латышски) и нанимались на летние работы. Живописные типы этих «пиртниеков» часто встречаются на страницах книг латышских классиков. В 20 веке гора Пиртниека служила слаломной трассой, а затем была признана единственно пригодной для строительства санно-бобслейной трассы. Но эти места были населены уже издавна, а в средние века здесь проходил так называемый «Гауйский коридор», полоса земли шириной не более 20 километров, соединяющая владения Ливонского ордена крестоносцев в Эстонии и южной Латвии, и тем раскалывающая на две части земли рижского архиепископа. Немудрено, что эта территория была местом приграничных конфликтов и здесь же строились оборонительные замки. А теперь это историческое место служит для мирных сражений спортсменов на санно-бобслейной трассе. В частности, здесь проходил ряд международных соревнований, а также чемпионаты Европы 1996 и 2010 годов и чемпионат мира 2003 года по санно-бобслейным видам спорта. И главным достоинством трассы является то, что за без малого четверть века её эксплуатации здесь не происходило несчастных случаев во время соревнований.
Все, кто принимал участие в проектировании и строительстве санно-бобслейной трассы в Сигулде могут гордиться минимальным вмешательством в естественную природную красоту этих мест и созданием трассы на высоком международном уровне. Проектировщики из проектного института «Латгипропром» и другие специалисты прекрасно справились со своей задачей — трассу высоко оценил Хуан Антонио Самаранч, тогда президент Международного Олимпийского комитета, присудив почётный диплом. Также постановлением Кабинета Министров СССР от 9 августа 1991 г. за проектирование и строительство санно-бобслейной трассы в г. Сигулда присуждена Премия Совета министров СССР № 27736.

## Сооружения, входящие в комплекс трассы
Притрассовая дорога. Притрассовая дорога, огибающая санно-бобслейную трассу по её периметру являлась местом для производства буронабивных свай под опоры трассы, использовалась для доставки строительных материалов и рабочих, а ныне служит для зрителей и для доставки посредством автомобилей спортивного инвентаря от контрольного навеса до места стартов.
Холодильная станция. Само её название уже говорит о её функциях. Кроме того, там расположены мастерские по техническому обслуживанию трассы.
В своё время как со стороны специалистов Национального парка Гауя так и со стороны служб санитарного надзора были предъявлены строгие требования к использованию аммиака как хладагента для санной трассы. Это потребовало принять ряд технических решений, предотвращающих утечку аммиака. В частности, было обеспечено разделение трассы на отдельные участки для подачи хладагента.
Здание мужского старта. Представляет собой многоэтажное здание. Здесь были предусмотрены две стартовые площадки — одна на отметке 121 м для мужчин-саночников, вторая на отметке 118 м для двухместных бобов. Для подъёма спортивных снарядов — саней и бобов предусмотрен грузопассажирский лифт. Около мужского старта расположена площадка для разгрузки спортинвентаря. Для спортсменов, тренеров и судей были предусмотрены гардеробные с душевыми и санузлами. При необходимости могло быть организовано передвижное кафе. На самой верхней площадке оборудованы места для почётных гостей, где имелся прекрасный обзор всей трассы.
Здание женского старта. 1,5-этажное здание. Находится на уровне земли в верхней части санно-бобслейной трассы. Также было обеспечено всеми удобствами для спортсменов, тренеров и судей.
Юниорский старт. Располагается после девятого виража трассы и представляет собой просто площадку, с которой можно стартовать начинающим спортсменам.
Финишное здание. Здесь устроены специальные помещения для оборудования по контролю за временем, связанного с датчиками на трассе, видеонаблюдения и информационного табло. Также имеются помещения для судей, бытовые помещения и кафе. В конце тормозного участка трассы расположен контрольный пункт для взвешивания спортивных снарядов и других технических функций.
Для зрителей также предусмотрена специальная площадка в районе виража К-15. Также вся трасса спланирована с учётом того, чтобы зрители могли видеть сразу несколько виражей, с одной точки возможно увидеть до семи виражей одновременно.